# Helmuth Frauendorfer
Helmuth Frauendorfer (n. 5 iunie 1959, Voiteg, Republica Populară Română, România – d. 2 decembrie 2024, Fürth, Germania) a fost un poet și jurnalist de limba germană originar din România.

## Scrieri
Volume de versuri:
- Am Rande einer Hochzeit, Editura Kriterion, București, 1984
- Landschaft der Maulwürfe, Editura Dipa, Frankfurt am Main, 1990

Analize social-politice
- Der Sturz des Tyrannen. Rumänien und das Ende einer Diktatur (Căderea unui tiran. România și sfârșitul unei dictaturi), Editor, împreună cu Richard Wagner, Editura Rowohlt, Reinbeck bei Hamburg, 1990;
- Die Demokratie der Nomenklatura. Zur gegenwärtigen Lage in Rumänien (Democrația nomenclaturii. Despre situația actuală în România), Editura Heinrich-Böll-Stiftung, Köln, 1991.

## Distincții
- Premiul Fundației Henning-Kaufmann pentru păstrarea purității limbii germane (Preis der Henning-Kaufmann-Stiftung zur Pflege der Reinheit der deutschen Sprache) (1989).
- Premiul de încurajare al premiului pentru literatură Adam-Müller-Guttenbrunn (1982)